# زاروردن
زاروردن (به فرانسوی: Sarrewerden) یک کمون در فرانسه با جمعیت ۹۸۲ نفر است که در Canton of Sarre-Union واقع شده‌است.